# Brechen
Brechen – miejscowość i gmina w Niemczech, w kraju związkowym Hesja, w rejencji Gießen, w powiecie Limburg-Weilburg.